# Heterostemma menghaiense
Heterostemma menghaiense är en oleanderväxtart som först beskrevs av Hua Zhu och H. Wang, och fick sitt nu gällande namn av Michael George Gilbert och P. T. Li. Heterostemma menghaiense ingår i släktet Heterostemma och familjen oleanderväxter. Inga underarter finns listade i Catalogue of Life.